# Morten Grunwald
Walter Morten Grunwald (født 9. december 1934 i Odense, død 14. november 2018) var en dansk skuespiller, instruktør og teaterleder. Han slog igennem i filmen Slå først, Frede!, men hans rolle som Benny Frandsen, som han spillede i alle Olsen-bandenfilm er han bedst kendt for. Andre roller inkluderer rollen som kongen i tv-julekalenderen Jul på Slottet. Han var chef for flere teatre, og aktiv fra 1961 til 2018. Blandt de hæderspriser han har modtaget er to Bodilpriser for hhv. bedste mandlige hovedrolle og bedste mandlige birolle.
I 2018 fik Grunwald konstateret lungekræft, men afviste at modtage behandling, og han døde i november samme år.

## Uddannelse
Grunwald blev student ved Mulernes Legatskole. Han blev uddannet som skuespiller på henholdsvis Odense Teater og Det Kongelige Teaters elevskole og var færdiguddannet i 1960.

## Karriere
Han havde sin spillefilmsdebut året efter i Løgn og løvebrøl. I 1964 spillede han med i Fem mand og Rosa, for hvilken han modtog en Bodilpris i kategorien bedste mandlige hovedrolle. Han spillede herefter titelrollen i Slå først, Frede! (1965) og Slap af, Frede! (1966), der blev instrueret af Erik Balling, som også havde skrevet manuskriptet.
Grunwald blev folkeeje som figuren Benny Frandsen i alle 14 Olsen-banden-film, der blev skabt af Erik Balling. Den altid fornøjede Benny gjorde det til en vane med udtryk som "skide" foran hver andet tillægsord, og ikke mindst udtrykket "at tage røven på". Dertil kom Bennys aldrig svigtende evne til at køre alt, hvad der kører på hjul, betjene ethvert apparatur, svindle med enhver maskine eller automat, samt åbne enhver dør – som oftest ved brug af sit specielt tildannede stykke messing.
Han havde også succes som teaterleder: 1971-1980 var han chef for Bristol Music Centers Teater, 1980-1992 for Betty Nansen Teatret og 1989-1998 for Østre Gasværk Teater.
Grunwald var blandt stifterne af tænketanken CEPOS den 11. marts 2004.
I 2013 fik Morten Grundwald udgivet en selvbiografi, skrevet med hjælp fra Per Kuskner. I selvbiografien Min tid i gule sokker, beskriver han sine følelser og tanker om sin medvirken i de 14 Olsen-bande-film og medtager blandt andet små anekdoter fra optagelserne. Bogen er dedikeret til Poul Bundgaard, Ove Sprogøe, Erik Balling og Henning Bahs.
Den 15. august 2015 åbnede en udstilling om Olsen-Banden i Kunsthalle Rostock i Tyskland, hvor Morten Grunwald holdt åbningstalen - på tysk. Til stede var også Lotte Dandanell, som var kostumier på Olsen-Banden-filmene.
Grunwalds sidste film blev Stille hjerte fra 2014. Den 10. juni 2017 valgte han at indstille sin karriere i Danmark, men optrådte så sent som juni 2018 i Berlin.

## Hæder
- 1965 Bodilprisen for bedste mandlige hovedrolle for sin rolle som "Smukke Arne" Herluf Jensen i Fem mand og Rosa (1964)[9]
- 1974 Teaterpokalen[10]
- 1999 Rødekro Kulturpris[11]
- 2008 Bodilprisen for bedste mandlige birolle for sin rolle Jacob Nymann i Hvid nat (2007).[12]

## Privatliv
Morten Grunwald var søn af den tyskfødte billedskærer Karl Frederik Grunwald (1892-1952) og hustru Hildeborg Christiane Andersen (1903-1985). Som teenager var han med i koret og statist på Odense Teater, og arbejdede blandt andet på et tandtekniker-værksted, et handels- og engroslager og i en møbelforretning. Som 18-årig arbejdede han i de nordsvenske skove. I 1957 var han 1- års elev på Odense teater og fra 1958 til 1962 elev på Det kgl. Teaters elevskole.
Han levede fra 1965 til sin død sammen med skuespillerinden Lily Weiding, som han blev gift med i 1980, og sammen fik de datteren Tanja Grunwald.
I 1994 købte Grunwald og Weiding et hus på Strandvejen i Skodsborg i Nordsjælland for 2,2 mio. kroner med udsigt over Øresund. I 2012 blev huset sat til salg for 9,9 mio. kroner. Det endte med at blive solgt for 8,2 mio. i 2013.
Den 14. november 2018 døde Morten Grundwald efter længere tids sygdom. Han efterlod fire børnebørn og to oldebørn.

## Filmografi

### Spillefilm
| År   | Titel                                 | Rolle                                   | Noter                                      |
| ---- | ------------------------------------- | --------------------------------------- | ------------------------------------------ |
| 1961 | Løgn og løvebrøl                      | Journalist                              | Debut                                      |
| 1961 | Jetpiloter                            | Pilot i eskadrille 794                  |                                            |
| 1961 | Een blandt mange                      | Læderjakke                              |                                            |
| 1963 | Hvad med os?                          | Iwan                                    |                                            |
| 1964 | Selvmordsskolen                       | Søn                                     |                                            |
| 1964 | Døden kommer til middag               | Stud.jur. Bertel Lindberg               |                                            |
| 1964 | Fem mand og Rosa                      | Indbrudstyv 'Smukke'-Arne Herluf Jensen | Bodilprisen for bedste mandlige hovedrolle |
| 1965 | En ven i bolignøden                   | Harry Olsen                             |                                            |
| 1965 | Landmandsliv                          | Frits Triddlefitz                       |                                            |
| 1965 | Slå først, Frede!                     | Frede Hansen                            |                                            |
| 1965 | Een pige og 39 sømand                 | Skibselektriker Peter Eberhardt         |                                            |
| 1966 | Dyden går amok                        | Niels                                   |                                            |
| 1966 | Nu stiger den                         | Petersen                                |                                            |
| 1966 | Slap af, Frede!                       | Frede Hansen                            |                                            |
| 1967 | Det er ikke appelsiner - det er heste | kunstmaler Richard Hansen               |                                            |
| 1967 | Smukke-Arne og Rosa                   | Indbrudstyv 'Smukke'-Arne Herluf Jensen |                                            |
| 1967 | Martha                                | 3. maskinmester Knud Hansen             |                                            |
| 1967 | Far laver sovsen                      | Digter og lærer Herbert Nielsen         |                                            |
| 1968 | I den grønne skov                     | Bertram                                 |                                            |
| 1968 | Dage i min fars hus                   | Jens, hendes bror                       |                                            |
| 1968 | Det var en lørdag aften               | Hans                                    |                                            |
| 1968 | Soldaterkammerater på bjørnetjeneste  | Læge Bjørn Bille                        |                                            |
| 1968 | Olsen-banden                          | Benny Frandsen                          |                                            |
| 1969 | Der kom en soldat                     | Schæfers håndlanger                     |                                            |
| 1969 | Pigen fra Egborg                      | Advokatens fuldmægtige                  |                                            |
| 1969 | Olsen-banden på spanden               | Benny Frandsen                          |                                            |
| 1970 | Amour                                 | Brandmajor                              |                                            |
| 1971 | I morgen, min elskede                 | David                                   |                                            |
| 1971 | Olsen-banden i Jylland                | Benny Frandsen                          |                                            |
| 1972 | Olsen-bandens store kup               | Benny Frandsen                          |                                            |
| 1973 | Olsen-banden går amok                 | Benny Frandsen                          |                                            |
| 1974 | Olsen-bandens sidste bedrifter        | Benny Frandsen                          |                                            |
| 1975 | Kun sandheden                         | Kriminalassistent Ejnarsen              |                                            |
| 1975 | Olsen-banden på sporet                | Benny Frandsen                          |                                            |
| 1976 | Hjerter er trumf                      | Mads Bromann                            |                                            |
| 1976 | Den dobbelte mand                     | Hugo                                    |                                            |
| 1976 | Kassen stemmer                        | Redaktør Andersen                       |                                            |
| 1976 | Olsen-banden ser rødt                 | Benny Frandsen                          |                                            |
| 1977 | Olsen-banden deruda'                  | Benny Frandsen                          |                                            |
| 1978 | Olsen-banden går i krig               | Benny Frandsen                          |                                            |
| 1979 | Olsen-banden overgi'r sig aldrig      | Benny Frandsen                          |                                            |
| 1981 | Olsen-bandens flugt over plankeværket | Benny Frandsen                          |                                            |
| 1981 | Olsen-banden over alle bjerge         | Benny Frandsen                          |                                            |
| 1986 | Oviri                                 | Durand-Ruel                             |                                            |
| 1986 | Mord i mørket                         | Redaktør Otzen                          |                                            |
| 1986 | Ballerup Boulevard                    | Ralf, Pinkys far                        |                                            |
| 1987 | Hip Hip Hurra!                        | Michael Ancher                          |                                            |
| 1988 | Mord i Paradis                        | Redaktør Otzen                          |                                            |
| 1998 | I wonder who's kissing you now        | Peter                                   |                                            |
| 1998 | Olsen-bandens sidste stik             | Benny Frandsen                          |                                            |
| 2007 | Den sorte Madonna                     | Kurt, Marias far                        |                                            |
| 2007 | En mand kommer hjem                   | Manager                                 |                                            |
| 2007 | Hvid nat                              | Jacob Nymann                            | Bodilprisen for bedste mandlige birolle    |
| 2010 | Eksperimentet                         | Omann                                   |                                            |
| 2014 | Stille hjerte                         | Poul                                    |                                            |

### Serier
| År      | Titel                   | Rolle                                           | Noter               |
| ------- | ----------------------- | ----------------------------------------------- | ------------------- |
| 1972-75 | Huset på Christianshavn | Mand med papegøje/Jesper/konsulent hr. Helmskov | Afsnit 28, 65 og 67 |
| 1979    | Matador                 | Kunstmaler Ernst Nyborg                         | Afsnit 8            |
| 1986    | Jul på Slottet          | Kongen                                          | Julekalender        |
| 2002    | Hotellet                | Dortes far                                      | Afsnit 56           |

### Stemme til tegnefilm
| År   | Titel            | Rolle         | Noter |
| ---- | ---------------- | ------------- | ----- |
| 1963 | Sværdet i stenen | Kai           |       |
| 1973 | Robin Hood       | Lille John    |       |
| 1999 | Abernes Ø        | kongen        |       |
| 2012 | Modig            | Lord Dingwall |       |